# エドガー・ベイン
エドガー・コリンズ・ベイン（Edgar Collins Bain、1891年9月14日 - 1971年11月27日）はアメリカの冶金学者。ペンシルベニア州ピッツバーグのUSスチールで働いており米国科学アカデミーのメンバーでもあった。鋼の合金化と熱処理に取り組んだ。ベイナイトは彼の名前にちなむ。
オハイオ州LaRueにMilton Henry（スコットランド出身）とAlice Anne Collins Bainの間に生まれる。1912年にオハイオ州立大学で学士を取得した。1916年に修士を1919年にPh.D.を同じくオハイオ州立大学より取得した。彼の書いたものにはASMインターナショナルにより出版されたFunctions of the Alloying Elements in Steelがある。1971年11月27日にペンシルベニア州エッジワースで亡くなった。